# Trachelas tridentatus
Espèce
Trachelas tridentatus est une espèce d'araignées aranéomorphes de la famille des Trachelidae.

## Distribution
Cette espèce est endémique du Brésil.

## Publication originale
- Mello-Leitão, 1947 : Aranhas de Carmo do Rio Claro (Minas Gerais) coligidas pelo naturalista José C. M. Carvalho. Boletim do Museu Nacional do Rio de Janeiro (N.S., Zool.), vol. 80, p. 1-34.